# Новосільська сільська рада (Підволочиський район)
Новосі́льська сільська́ ра́да — адміністративно-територіальна одиниця та орган місцевого самоврядування в Підволочиському районі Тернопільської області. Адміністративний центр — село Нове Село.

## Загальні відомості
- Територія ради: 8,312 км²
- Населення ради: 2 003 особи (станом на 2001 рік)

## Населені пункти
Сільській раді підпорядковані населені пункти:
- с. Нове Село
- с. Гнилички
- с. Голошинці
- с. Козярі
- с. Сухівці

## Склад ради
Рада складається з 16 депутатів та голови.
- Голова ради: Стахурський Ілько Володимирович
- Секретар ради: Шпундер Оксана Богданівна

### Керівний склад попередніх скликань
| Прізвище, ім'я, по батькові | Основні відомості                                                                                  | Дата обрання | Дата звільнення |
| --------------------------- | -------------------------------------------------------------------------------------------------- | ------------ | --------------- |
| Паляниця Анатолій Іванович  | Сільський голова, 1958 року народження, освіта вища, член Всеукраїнського об'єднання «Батьківщина» | 26.03.2006   | 31.10.2010      |
| Паляниця Анатолій Іванович  | Сільський голова, 1958 року народження, освіта вища, безпартійний                                  | 31.10.2010   |                 |

Примітка: таблиця складена за даними сайту Верховної Ради України

### Депутати
За результатами місцевих виборів 2010 року депутатами ради стали:

#### За суб'єктами висування
| Суб'єкт висування | Кількість обраних депутатів | %   |
| ----------------- | --------------------------- | --- |
| Самовисування     | 16                          | 100 |

#### За округами
| № округу | Прізвище, ім'я, по батькові    | Дата визнання обраним | Освіта             | Партійна приналежність | Відомості про обраного депутата                |
| -------- | ------------------------------ | --------------------- | ------------------ | ---------------------- | ---------------------------------------------- |
| 1        | Кернична Ірина Василівна       | 05.11.2010            | вища               | позапартійна           | Новосільська сільрада, бухг.                   |
| 2        | Липка Наталія Михайлівна       | 05.11.2010            | вища               | позапартійна           | Новосільська школа-інтернат, вчитель           |
| 3        | Погребецький Любомир Юліанович | 05.11.2010            | вища               | позапартійний          | Новосіль-ська середня школа, зЗавуч            |
| 4        | Парій Марія Теофілівна         | 05.11.2010            | вища               | позапартійна           | Новосіль-ська середня школа, вчитель           |
| 5        | Мороз Олена Олександрівна      | 05.11.2010            | вища               | позапартійна           | Новосільська школа-інтернат, бухг.             |
| 6        | Мориквас Ольга Григорівна      | 05.11.2010            | середня спеціальна | позапартійна           | Найманий працівник, прода-вець                 |
| 7        | Коменда Дарія Йосипівна        | 05.11.2010            | вища               | позапартійна           | Новосільська школа-інтернат, дирек-тор         |
| 8        | Пусь Володимир Андрійович      | 05.11.2010            | середня            | позапартійний          | тимчасово не працює                            |
| 9        | Возьний Роман Ігорович         | 05.11.2010            | середня спеціальна | позапартійний          | Фермер-ське господар-ство, фер-мер             |
| 10       | Муравинець Ольга Маріянівна    | 05.11.2010            | середня спеціальна | позапартійна           | Новосіль-ська сільрада, земле-впоряд           |
| 11       | Довгань Євгенія Арсенівна      | 05.11.2010            | вища               | позапартійна           | Підволо-чиська РДА, нача-льник архів-ного від. |
| 12       | Кузьмін Любомир Ігнатович      | 05.11.2010            | середня спеціальна | позапартійний          | П.підпр. «Люкс», оператор                      |
| 13       | Базюк Оксана Ігорівна          | 05.11.2010            | вища               | позапартійна           | Новосільська школа-інтернат, вчитель           |
| 14       | Зубрицький Василь Васильович   | 05.11.2010            | вища               | позапартійний          | Товариство «Україна», агроном                  |
| 15       | Осінчук Ігор Тарасович         | 05.11.2010            | вища               | позапартійний          | Пр.під-приємець, вете-ринар                    |
| 16       | Гловінський Роман Ярославович  | 05.11.2010            | вища               | позапартійний          | Новосіль-ська сільрада, секре-тар              |